# Burrington, Herefordshire
Burrington är en ort och en civil parish i Storbritannien.   Den ligger i grevskapet Herefordshire och riksdelen England, i den södra delen av landet, 200 km nordväst om huvudstaden London.